# Another Monty Python Record
1971-ben jelent meg a Monty Python-csoport második album, az Another Monty Python Record. A borítón eredetileg Beethoven 2. D-dúr szimfóniája szerepelt, ám Pythonék egy lehengerlő megoldással mégis a vásárlók tudomására hozták, hogy az ő albumukról van szó. (A hátoldalon olvasható jegyzet szintén magán viseli a „pythoneszk” jegyeit: Beethoven életrajza egyszer csak a zeneszerző wimbledoni bemutatkozásáról való tudósításba megy át.) Az albumon a Monty Python Repülő Cirkuszából származó, valamint újonnan írt jelenetek is hallhatóak. Az eredeti albumhoz járt három kártya, melyen a Be a Great Actor című jelenethez kapcsolódó instrukciók, szövegek és kivágható kellékek voltak.
A The Pythons című könyvben Terry Jones ezt írta az albumról:
Nagyon kevés időnk volt, szerencsére a stúdió nevét már elfelejtettem, ugyanis túlontúl laza hely volt… Nagyon szívesen használtuk a sztereó hangzást és más különleges dolgokat, de a fickó, aki a felvételt csinálta – és gyakran elég furcsán viselkedett – egyetlen jegyzetet sem csinált. A végén tornyokban álltak a szalagok, és fogalmunk sem volt, melyiken mi van. Kellemetlen élmény volt.

## Jelenetek
1. Apologies
2. Spanish Inquisition
3. World Forum
4. Gumby Theatre, Etc.
5. The Architect
6. The Piranha Brothers
7. Death of Mary, Queen of the Scots
8. Penguin on the TV
9. Comfy Chair/Sound Quiz
10. Be a Great Actor/Theatre Critic
11. Royal Festival Hall Concert
12. Spam
13. The Judges/Stake Your Claim
14. Still No Sign of Land (Lifeboat)/Undertaker

### Újdonságok a 2006-os kiadáson
1. Treadmill Lager
2. Bishop at Home (Mr. Stoddard)
3. Court Room Sketch
4. Freelance Untertaker

### LP Philips 6369 913 (Australia, 1972)
1. Apologies
2. Spanish Inquisition
3. Gumby Theatre
4. Norman St. John Polevaulter (Contradicting People)
5. Old Ladies Thrown into the Fjord
6. The Architect
7. Spanish Inquisition
8. Royal Festival Hall Concert
9. The Piranha Brothers
10. Death of Mary, Queen of the Scots
11. Spam
12. Spanish Inquisition (Comfy Chair)
13. Sound Quiz
14. Be a Great Actor
15. Theatre Critic
16. The Judges
17. Stake Your Claim
18. Still No Sign of Land (Lifeboat)
19. The Judges
20. Undertaker

## Közreműködők
- Graham Chapman
- John Cleese
- Terry Gilliam
- Eric Idle
- Terry Jones
- Michael Palin
- Carol Cleveland

## Kiadások
- LP: (1970) Charisma Records Ltd., CAS 1049 (UK)
- LP: (1972) Charisma CAS 1049 (U.S.) (más jelenetekkel, más sorrendben)
- LP: (1972) Philips 639 913 (Aust) (más jelenetekkel, más sorrendben)
- LP: (1972) Buddah, **** (US)
- LP: (1988) Virgin Records Ltd., CHC 79 (UK) (olcsóbban árulták)
- LP: (19**) Virgin MP501 (UK)
- CD: (1989) Virgin Records Ltd. CASCD 1049 (Another Monty Python CD) (US)
- CD: (1994) Virgin Records, Ltd., VCCD 001 (UK) (Another Monty Python CD 2. változat, új kiadás)